# IC 3399
IC 3399 је појединачна звијезда у сазвјежђу Береникина коса која се налази на листи објеката дубоког неба у Индекс каталогу.
Деклинација објекта је + 25° 41' 44" а ректасцензија 12h 28m 56,2s.